# Takeshi Yonezawa
Takeshi Yonezawa (jap. 米澤 剛志 Yonezawa Takeshi; ur. 6 lutego 1969) – japoński piłkarz występujący na pozycji obrońcy.

## Kariera klubowa
Jako piłkarz grał w klubach Júbilo Iwata i Gamba Osaka.